# III Premis de Cinematografia de la Generalitat de Catalunya
Els III Premis de Cinematografia de la Generalitat de Catalunya foren convocats pel Departament de Cultura de la Generalitat de Catalunya el 1985. Aquests premis tenien la doble missió d'estimular la quantitat i abonar la normalització lingüística, a part dels ajuts institucionals que rebien totes les pel·lícules fetes per productores de cinema catalanes. Es van concedir un total de 10 premis, tots amb dotació econòmica, per un total de 11.250.552 milions de pessetes.
La cerimònia d'entrega va tenir lloc al Palau Moja de Barcelona el 26 d'abril de 1985, i fou presidit pel conseller de cultura de la Generalitat Joan Rigol. Entre els premis hi hagué un a títol pòstum per Francesc Riba Lozano, mort en un accident de treball quan rodava una seqüència aèria.

## Guardons
| Categoria | Premiat                                                                                              | Premi          |
| --- | --- | -------------- |
| Premi al millor llargmetratge | Crits sords de Raül Contel i Ferreres                                                                | 5.000.000 ptes |
| Premi al millor curtmetratge | Sergi Aguilar de Paco Poch                                                                           | 1.000.000 pts  |
| Premi a la distribuïdora que més ha contribuït a la difusió del cinema en català                                                       | Profilmar                                                                                            | 1.000.000 pts  |
| Premi a la millor sala exhibidora de l'àrea metropolitana de Barcelona que més ha contribuït a la promoció del cinema en català        | Sala Garbí de Molins de Rei                                                                          | 1.000.000 pts  |
| Premi a la millor sala exhibidora de fora de l'àrea metropolitana de Barcelonaque més ha contribuït a la promoció del cinema en català | Bogart Multicines de Vilafranca del Penedès                                                          | 1.000.000 pts  |
| Premi a la millor contribució personal o col·lectiva que incrementi el patrimoni cinematogràfic de Catalunya                           | Carles José i Solsona pel llibre «El sector cinematogràfic a Catalunya: una aproximació quantitativa | 500.000 pts    |
| Premi al millor tècnic per la seva intervenció en pel·lícules catalanes                                                                | Josep Maria Civit i Fons, director de fotografia de Museu d'ombres                                   | 500.000 pts    |
| Premi al millor actor o actriu per la seva intervenció en pel·lícules catalanes                                                        | Pere Ponce i Alifonso, per Pa d'àngel                                                                | 500.000 pts    |
| Premi al cine-club que s'hagi destacat en la seva tasca de formació                                                                    | Cine Club La Seu d'Urgell                                                                            | 250.000 pts    |
| Premi extraordinari a títol pòstum | Francesc Riba Lozano                                                                                 | 250.000 pts    |